# Jakob Tranziska
Jakob Tranziska (* 25. Juni 2001 in Coburg) ist ein deutscher Fußballspieler, der aktuell beim 1. FC Schweinfurt 05 unter Vertrag steht.

## Karriere
Tranziska begann seine Karriere beim FC Eintracht Bamberg. Zur Saison 2019/20 rückte er in den Kader der ersten Mannschaft des Fünftligisten. In seiner ersten Saison, die COVID-bedingt um ein Jahr verlängert wurde, kam er zu sieben Einsätzen in der Bayernliga, in denen er zweimal traf. In der Saison 2021/22 gelangen ihm bis zur Winterpause 21 Tore in 19 Einsätzen. In Folge wurde er im Januar 2022 vom Bundesligisten 1. FSV Mainz 05 unter Vertrag genommen. Dort wurde er für die Regionalligamannschaft eingeplant. Bei Mainz II konnte er sich aber nicht durchsetzen und kam nur zu vier Einsätzen in der Regionalliga.
Im August 2022 wechselte Tranziska zum österreichischen Zweitligisten FC Admira Wacker Mödling. Sein Debüt in der 2. Liga gab er im selben Monat, als er am sechsten Spieltag der Saison 2022/23 gegen den SKN St. Pölten in der 87. Minute für Martin Krienzer eingewechselt wurde. Insgesamt kam er zu 30 Zweitligaeinsätzen für die Admira, in denen er sechs Tore erzielte.
Im Januar 2024 wechselte Tranziska nach Tschechien zum Erstligisten Dynamo Budweis. Ein Jahr später wechselte er zurück nach Deutschland zum 1. FC Schweinfurt 05.

## Erfolge
- Meister der Regionalliga Bayern 2025 und Aufstieg in die 3. Liga (mit dem 1. FC Schweinfurt 05)